# Dicyclopentadiène
Le dicyclopentadiène (DCPD) est un composé organique tricyclique de formule C10H12. À température ambiante, très pur c'est un solide incolore à jaunâtre avec une odeur proche du camphre (moins pur c'est un liquide). Sa densité d'énergie est de 10,975 Wh·L-1. Il est coproduit en larges quantités lors du vapocraquage du naphta et du fioul pour produire de l'éthylène. Son usage principal est sous forme de résines, en particulier des résines de polyesters insaturés. Il est aussi utilisé pour la fabrication des encres, adhésifs et peintures.

## Réactivité
Lorsqu'il est chauffé au-dessus de 150 °C, il subit une rétro-réaction de Diels-Alder pour former le cyclopentadiène, un ligand commun en chimie organométallique. Cette réaction peut être catalysée par de la poudre de fer. Cette réaction est réversible, et à température ambiante, le cyclopentadiène se dimérise lentement pour reformer le dicyclopentadiène.

## Utilisations
Le dicyclopentadiène peut être utilisé comme monomère pour des réactions de polymérisation, soit par polymérisation d'alcène, soit par polymérisation par ouverture de cycle par métathèse. Par exemple, dans le cas d'une polymérisation d'alcène, des copolymères peuvent être formés avec l'éthylène ou le styrène, uniquement en polymérisant à partir de la liaison double du cycle de norbornène. Dans le cas d'une polymérisation par ouverture de cycle par métathèse, on forme l'homopolymère polydicyclopentadiène.
L'hydrogénation du dicyclopentadiène donne l'endo-tétrahydrodicyclopentadiène qui par réaction à haute température avec le chlorure d'aluminium se réarrange en adamantane.
Le tétrahydrodicyclopentadiène est utilisé comme carburant en aviation, le JP-10.